# Yuan Mei
Yuan Mei (袁枚S, Yuán MéiP; Hangzhou, 1716 – 1797) è stato un poeta, artista, letterato e gastronomo cinese della dinastia Qing.

## Biografia
Yuan Mei nacque a Qiantang (錢塘, nella moderna Hangzhou), provincia di Zhejiang, da una famiglia di letterati che, tuttavia, non avevano mai ottenuto alte cariche prima. Ottenne il grado di jinshi nel 1739, all'età di 23 anni, e fu subito assegnato all'Accademia Hanlin (翰林院). Dopo non aver superato l'esame accademico di lingua, gli fu assegnata la carica di magistrato provinciale. Dal 1742 al 1748, svolse la sua carica in quattro provincie diverse del Jiangsu. Nel 1748, infine, poco dopo essere stato assegnato all'amministrazione di una zona di Nanchino, diede le dimissioni e tornò nella città natale per perseguire la carriera letteraria.

## Carriera letteraria
Nei decenni precedenti la sua morte, Yuan Mei produsse un grande corpo di poesie, saggi e dipinti. Le sue opere riflettevano il suo interesse nel buddhismo Chán e nel sovrannaturale e il suo rigetto del taoismo e del buddhismo tradizionale. Yuan è noto soprattutto per la sua opera poetica, il cui linguaggio è stato descritto come "insolitamente chiaro ed elegante". Secondo il suo punto di vista, espresso nell'opera Suiyuan shihua (隨園詩話), in poesia dovevano essere sottolineate l'importanza dei sentimenti personali e la perfezione tecnica. Negli ultimi anni di vita, Yuan Mei ottenne per questo il soprannome di "Signor Suiyuan" (隨園先生). Tra le sue opere minori, figurano anche trattati di cucina e guide per passare gli esami imperiali.
Durante la sua vita, Yuan Mei viaggiò in tutta la Cina meridionale, visitando luoghi quali Huangshan, Guilin, Tiantai, il Monte Wuyi ed altre montagne famose. Durante alcune di queste visite egli tenne dei diari di viaggio, dei quali il più rappresentativo fu lo You Guilin zhu shan ji ("Note dei viaggi sulle montagne di Guilin"). Yuan Mei accettò degli studenti sotto la sua guida, tra i quali figuravano anche diverse figure femminili di cui egli ammirava le opere poetiche, tanto che le aiutò a pubblicare alcune opere sotto il suo nome.

## Opera gastronomica
La scrittrice gastronomica Fuchsia Dunlop ha descritto Yuan Mei come "Il Brillat-Savarin cinese". Il poeta, inoltre, è considerato uno dei quattro gastronomi classici cinesi.
In un'epoca in cui i suoi contemporanei apprezzavano l'opulenza e l'ostentazione esotica, Yuan Mei sosteneva lo stile "ortodosso". "Al giorno d'oggi", egli scrisse, "all'inizio del banchetto il menù è lungo un chilometro. Questa è solo ostentazione, non gastronomia". Insegnò ai cuochi a "non agitare lo stato naturale del cibo solo per sembrare cuochi eccelsi. Il nido di rondine è bello di per sé, perché ritrasformarlo in una sfera?". Yuan criticò il pudding di magnolia del contemporaneo Li Liweng poiché sembrava "truccato". Egli non sopportava, inoltre, quella che considerava corruzione della cucina cinese da parte di quella mancese. Il fascino della cucina mancese risiede nei loro stufati e arrosti, mentre quella cinese si basa su brodi e zuppe, ma quando le due cucine vengono servite dal popolo opposto "perdiamo la nostra originalità" e "ci aduliamo a vicenda".
Le ricette di Yuan e i suoi pensieri relativi alla cucina furono pubblicati nel suo manuale gastronomico e guida culinaria Suiyuan Shidan (隨園食單 / 随园食单).